# Takashi Sekizuka
Takashi Sekizuka (jap. 関塚 隆 Sekizuka Takashi; ur. 26 października 1960) – japoński piłkarz.

## Kariera piłkarska
Od 1984 do 1991 roku występował w klubach Honda FC.

## Kariera trenerska
Po zakończeniu piłkarskiej kariery pracował jako trener w Kashima Antlers, Kawasaki Frontale, Reprezentacja Japonii U-23 w piłce nożnej mężczyzn, Júbilo Iwata i JEF United Chiba.